# 特丽内·坦格罗斯
特丽内·坦格罗斯（挪威語：Trine Tangeraas，1971年2月26日—），生于克里斯蒂安桑，挪威女子足球运动员。她曾代表挪威国家队参加1996年夏季奥林匹克运动会足球比赛，获得一枚铜牌。